# 萩原一樹
萩原 一樹（はぎわら かずき、1989年9月15日 - ）は、日本の俳優。所属事務所はメロウリップス。東京都出身。身長は170cm、バスト83cm、ウェスト69cm、ヒップ85cm、靴サイズ26.5cmである。趣味はヒップホップ/買物/掃除、特技は空手。血液型はB型。

## 出演歴

### テレビ

#### テレビ朝日
- 生徒諸君! － 乾浩輔 役

#### TBS系列
- 愛の劇場 いい女 － 男の子 役
- 花より男子2,第1話 － リュウジ 役

#### 日本テレビ系列
- 真実の手記 BC級戦犯 加藤哲太郎「私は貝になりたい」 － 武藤兼男 役

### 舞台
- Lost〜たいせつなもの〜 冬の忘れ物 － 早川藤次 役（アシアシ）

### Vシネマ
- DEATH FILE

### 映画
- 火垂るの墓（2008年） - 未亡人の息子 役